# Rod de'Ath
Rod de'Ath (18. června 1950 – 1. srpna 2014) byl velšský rockový bubeník, který v sedmdesátých letech spolupracoval s irským hudebníkem Rorym Gallagherem

## Život
Narodil se v obci Saundersfoot na jihozápadě Walesu a v dětství hrál nejprve na klavír. Svou kariéru zahájil koncem šedesátých let. Vystupoval například se skupinou Killing Floor. V roce 1972 mu bylo nabídnuto dočasné členství ve skupině irského hudebníka Roryho Gallaghera, kde by na evropské turné nahradil dosavadního bubeníka Wilgara Campbella. Campbell však nakonec ze skupiny odešel úplně a de'Ath tak zaujal jeho místo natrvalo. Roku 1973 hrál na Gallagherově albu Blueprint. Následně hrál ještě na albech Tattoo (1973), Against the Grain (1975) a Calling Card (1976) a roku 1978 skupinu spolu s hráčem na klávesové nástroje Lou Martinem opustil.
Spolu s Martinem se stal členem kapely Ramrod a krátce vystupoval se skupinou Downliners Sect. Později se usadil ve Spojených státech amerických a po návratu do Spojeného království počátkem osmdesátých let měl produkovat album skupiny Road Erect. Krátce předtím se však zranil, což vedlo ke ztrátě jednoho oka a poškození mozku. Přestože se ze zranění částečně zotavil, lékaři mu řekli, že kvůli poškození mozku nepřežije déle než čtyři roky. To se však nepotvrdilo. Když v roce 1995 zemřel Rory Gallagher, řada z jeho nekrologů tvrdila, že je i Rod de'Ath již po smrti. Kvůli tomu se rozhodl nejít na jeho pohřeb, ale o několik měsíců později se účastnil zádušní mše, kde se rozhodl prokázat, že je stále naživu.
Zemřel roku 2014 ve věku 64 let po dlouhé nemoci. Se svou manželkou měl jednu dceru.